# 10 años por el puto rock 'n' roll
10 años por el puto rock 'n' roll es un DVD de la banda española de heavy metal Lujuria y fue publicado por la disquera Locomotive Music en 2003.
Como su nombre lo menciona, este DVD fue lanzado para conmemorar los diez años de la fundación de la banda y en esta producción, Lujuria cuenta su historia desde sus inicios e incluye varios vídeos musicales de sus temas, así como anécdotas de la banda y algunos saludos y créditos.

## Lista de canciones
| Side one |                                                              |          |  |
| N.º      | Título                                                       | Duración |  |
| 1.       | «Introducción»                                               |          |  |
| 2.       | «Lección de sexo»                                            |          |  |
| 3.       | «Capítulo 1: Los inicios»                                    |          |  |
| 4.       | «Lujuria» (vídeoclip inédito)                                |          |  |
| 5.       | «Capítulo 2: Cuentos para mayores»                           |          |  |
| 6.       | «Estrellas del porno»                                        |          |  |
| 7.       | «Capítulo 3: República popular del coito»                    |          |  |
| 8.       | «Escuadrón 69»                                               |          |  |
| 9.       | «Capítulo 4: Sexo y libertad»                                |          |  |
| 10.      | «Capítulo 5: Sin parar de pecar»                             |          |  |
| 11.      | «Jekill & Mrs. Hyde»                                         |          |  |
| 12.      | «Capítulo 6: Enemigos de la castidad (La llegada de Lilith)» |          |  |
| 13.      | «Lilith»                                                     |          |  |
| 14.      | «Capítulo 7: Anécdotas en televisión»                        |          |  |
| 15.      | «Capítulo 8: Lujuria en directo»                             |          |  |
| 16.      | «Corazón de heavy metal»                                     |          |  |
| 17.      | «Capítulo 9: 10 años por el puto rock 'n' roll»              |          |  |
| 18.      | «Capítulo 10: Créditos y saludos»                            |          |  |

## Créditos
- Óscar Sancho — voz
- Julio Herranz — guitarra líder
- Jesús Sanz — guitarra rítmica
- Javier Gallardo — bajo
- César Frutos — batería
- Nuria de la Cruz — teclados